# Évangéliste (Bach)

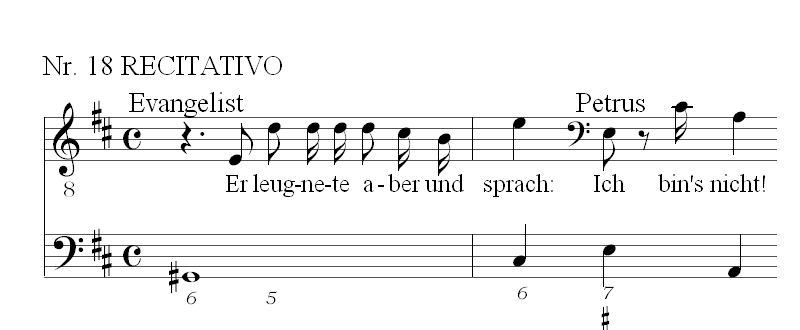
La Passion selon saint Jean de J. S. Bach; Extrait du dialogue entre Pierre et la servante liés par la narration de l'évangéliste

L'Évangéliste dans un oratorio ou une Passion est habituellement un ténor qui reprend littéralement le texte de la Bible en récitatif. L'évangéliste se représente dans l'Oratorio en tant que narrateur pour guider l'action. Il présente au public le cadre de l'action sous forme de récitatif.
Dans les œuvres de Johann Sebastian Bach cette voix se retrouve en particulier dans la Passion selon saint Jean,  la Passion selon saint Matthieu, l'Oratorio de Noël, l'Oratorio de l'Ascension (cantate Lobet Gott in seinen Reichen, BWV 11).
En revanche, la Vox Christi est toujours tenue par une voix de basse dans les œuvres de Bach, dont plusieurs cantates.
Les rôles des autres individus impliqués dans des exclamations sont appelés Soliloquents. Le discours direct de groupes tels que les disciples de Jésus, les soldats ou la population est généralement attribué aux chœurs (turba).

## Musiques et source
L'Évangéliste chante en récitatifs secco et est accompagné uniquement par la basse continue.
Dans la Passion selon saint Jean l'histoire se compose des chapitres 18 et 19 de Jean l'apôtre, la Passion selon saint Matthieu raconte les chapitres 26 et 27 de Matthieu l’apôtre. Les premières versions de la Passion selon saint Jean contenaient deux lignes supplémentaires de Matthieu mentionnant les pleurs du disciple Pierre et le déchirement du rideau du temple, situations dramatiques dont Bach se souciait. Il compose des pleurs en un expressif mélisme et la déchirure dans une descente énergique suivie de tremolos mais ôta ces parties dans les versions ultérieures.
L’Oratorio de Noël suit Luc l'évangéliste pour les mouvements de 1 à 4 et saint Matthieu pour les mouvements 5 et 6. Une passion selon saint Marc d'après Marc l'évangéliste est perdue mais elle a été reconstituée par plusieurs chercheurs. Dans l'Oratorio de l'Ascension l'histoire est construite verset par verset à partir de différentes sources bibliques. L’Oratorio de Pâques est une exception, comme un jeu de quatre personnages bibliques sans narration.

## L’Évangéliste dans les cantates
1725
Dans Am Abend aber desselbigen Sabbats, BWV 42 (8 avril 1725, premier dimanche après Pâques), le ténor entre après une Sinfonia, accompagné par le continuo aux notes rapidement répétées, illustrant peut-être l'inquiétude dans le cœur des disciples quand Jésus apparaît, « Le soir du même Sabbat cependant, quand les disciples s'étaient rassemblés et que la porte était verrouillée par peur des Juifs, Jésus vint et marcha parmi eux ».
Dans Er rufet seinen Schafen mit Namen, BWV 175 (22 mai 1725, mardi de Pentecôte), le ténor chante le récitatif d'ouverture, « Er rufet seinen Namen und mit Schafen führet sie hinaus. »
1726
Dans Siehe, ich will viel Fischer aussenden, BWV 88 (21 juillet 1726, 5e dimanche après la Trinité), le ténor commence la 2e partie avec un récitatif, « Jésus sprach zu Simon ».
Dans Wer Dank opfert, der preiset mich, BWV 17 (22 septembre 1726, 14e dimanche après la Trinité), le ténor commence aussi la 2e partie avec un récitatif.

## Chanteurs
Quelques ténors sont particulièrement reconnus pour leur interprétation de l'Évangéliste dont : 
- Theo Altmeyer
- Gervase Elwes
- Heinz Kruse
- Karl Erb (de), cité dans le roman de Thomas Mann Le Docteur Faustus
- Kurt Equiluz
- Ernst Haefliger
- John van Kesteren
- Hein Meens (nl) [2]
- Julius Patzak
- Peter Pears
- Christoph Prégardien
- Peter Schreier
- James Taylor
- Steuart Wilson

## Le cinquième évangéliste
Bach lui-même est souvent appelé le cinquième évangéliste pour son  interprétation des sources bibliques. En 1929, l'évêque suédois Nathan Söderblom avait appelé les cantates de Bach le Cinquième Évangile,.